# Buneville
Buneville é uma comuna francesa na região administrativa de Altos da França, no departamento de Pas-de-Calais. Estende-se por uma área de 3,84 km². Em 2010 a comuna tinha 184 habitantes (densidade: 47,9 hab./km²).